# Lilia Ojovan
Lilia Ojovan (poreclită Lilu; n. 19 noiembrie 1986, Țarigrad, Drochia) este o vedetă de televiziune din Republica Moldova. A debutat în 2008 în calitate de reporter și prezentator la Muz TV. Ulterior a devenit și producătoarea emisiunilor „Pro News” și „Teascul Muzical”. În 2010 a început activitatea la Jurnal TV, emisiunea „Acasă Devreme”, iar peste un an a devenit prezentatoarea emisiunii matinale „Deșteptarea”. 
Lilu este percepută ca un „fashion icon”, un promotor al stilulul și bunului gust în vestimentație. A produs și a conceput proiecte media care să promoveze stilul și vestimentația ca mod de viață. De asemenea, Lilu a inițiat și susținut de-a lungul carierei numeroase proiecte caritabile .
În 2017 a început în calitate de prezentator la TVR Moldova emisiunile matinale „Matinal” a lucrat pînă la șapte luni.
Din data de 2 octombrie 2017 este prezentatoare a propriei emisiuni, „Vorbe Bune cu Lilu” la Canal 2.

## Viața personală
La data de 18 mai 2013 s-a căsătorit cu Călin Roșca. În 2013 cuplul a devenit părinți de fetiță, pe care au numit-o Amelie. Al doilea copil al cuplului este, la fel, o fetiță pe numele Teia, născută în 2016.

## Premii
- Premiul Omul Anului 2014 (acordat de revista VIP Magazin).[7]